# Volatile Games
Volatile Games és una empresa subsidiària de Blitz Games. Es localitza a Warwickshire al Regne Unit. Volatile Games sovint crea videojocs per a un públic adult.
Algun dels videojocs creats per aquesta divisió de Blitz Games pot ser Reservoir Dogs. El 2006 va aconseguir un premi de la BAFTA com a millor banda sonora original.